# Astragalus bor-bulakensis
Astragalus bor-bulakensis là một loài thực vật có hoa trong họ Đậu. Loài này được Rassulova miêu tả khoa học đầu tiên.